# Summer Son
Summer Son è un singolo del gruppo musicale scozzese Texas, pubblicato il 16 agosto 1999 come secondo estratto dal quinto album in studio The Hush.

## Descrizione
Il brano è stato scritto da McElhone, Spiteri, Campbell e da Hodgens ed è stato prodotto da Johnny Mac. È uno dei singoli più famosi del gruppo, in parte a causa della controversia che circonda il video.